# Дзежонжно
Дзежонжно (пол. Dzierzążno, нім. Schiersdorf) — село в Польщі, у гміні Моґільно Моґіленського повіту Куявсько-Поморського воєводства.
Населення — 350 осіб (2011).
У 1975-1998 роках село належало до Бидгощського воєводства.

## Демографія
Демографічна структура станом на 31 березня 2011 року:
|          | Загалом | Допрацездатний вік | Працездатний вік | Постпрацездатний вік |
| -------- | ------- | ------------------ | ---------------- | -------------------- |
| Чоловіки | 172     | 34                 | 118              | 20                   |
| Жінки    | 178     | 36                 | 94               | 48                   |
| Разом    | 350     | 70                 | 212              | 68                   |